# Vila Eduarda Lederera
Vila Eduarda Lederera je sídelní vila v Jindřichově Hradci, která byla postavena v letech 1904 až 1905 v secesním slohu v Pražské ulici pro právníka a spisovatele Eduarda Lederera podle návrhu pražského architekta Otakara Novotného. Jedná se o jednu z architektonicky nejkvalitnějších a nejluxusnějších sídelních vil ve městě. Od roku 1958 je chráněna jako kulturní památka.

## Historie
Pozemek předchozí stavby vlastnil ve 40. letech 19. století Johann Linek, švagr otce hudebního skladatele Bedřicha Smetany. Výstavbu novostavby vily zadal česko-židovský spisovatel, dramatik, básník, povoláním pak právník, Eduard Lederer, mj. spolupracovník T. G. Masaryka, který v Jindřichově Hradci tehdy žil a působil. Návrh stavby provedl roku 1904 v Praze usazený architekt Otakar Novotný, někdejší student a pozdější zaměstnanec ateliéru arch. Jana Kotěry, jednalo se o jednu z jeho prvních samostatných realizací. Stavbu provedl zdejší stavitel Václav Reisner, dokončena byla roku 1905.
Po roce 1997 prošla vila výraznou rekonstrukcí, která do značné míry obnovila její původní podobu.

## Architektura stavby
Vila je dvoupodlažní budova stojící v uliční zástavbě Pražské ulice na tzv. Novoměstského předměstí, částečně kompenzující severní svah ve směru z centra města. V konstrukci byly částečně využity části původní stavby. Je kryta sedlovou střechou. Stavbě dominuje vysoký štít orientovaný do ulice se secesní štukaturou, u kterého je patrné ovlivnění Novotného prací Kotěry. Částečně se dochoval též původní interiér. Součástí pozemku stavby je rovněž zahrada.